# Henri Vidal (escultor)
Henri Vidal fue un escultor francés nacido el 4 de mayo de 1864 en Charenton-le-Pont y fallecido el año 1918 en París o en Le Cannet.

## Obras
- 1896: Caïn venant de tuer son frère Abel - Caín mató a su hermano Abel,[4] estatua en mármol, alto: 1,95 m × largo 0,90 m × ancho 1,20 m, erigida en el jardín de las Tullerías de París en 1982[2]

- Agar y Betsabé,  escultura, presentada con el N.º 2173 en el salón de París de 1900.

## Galería de esculturas

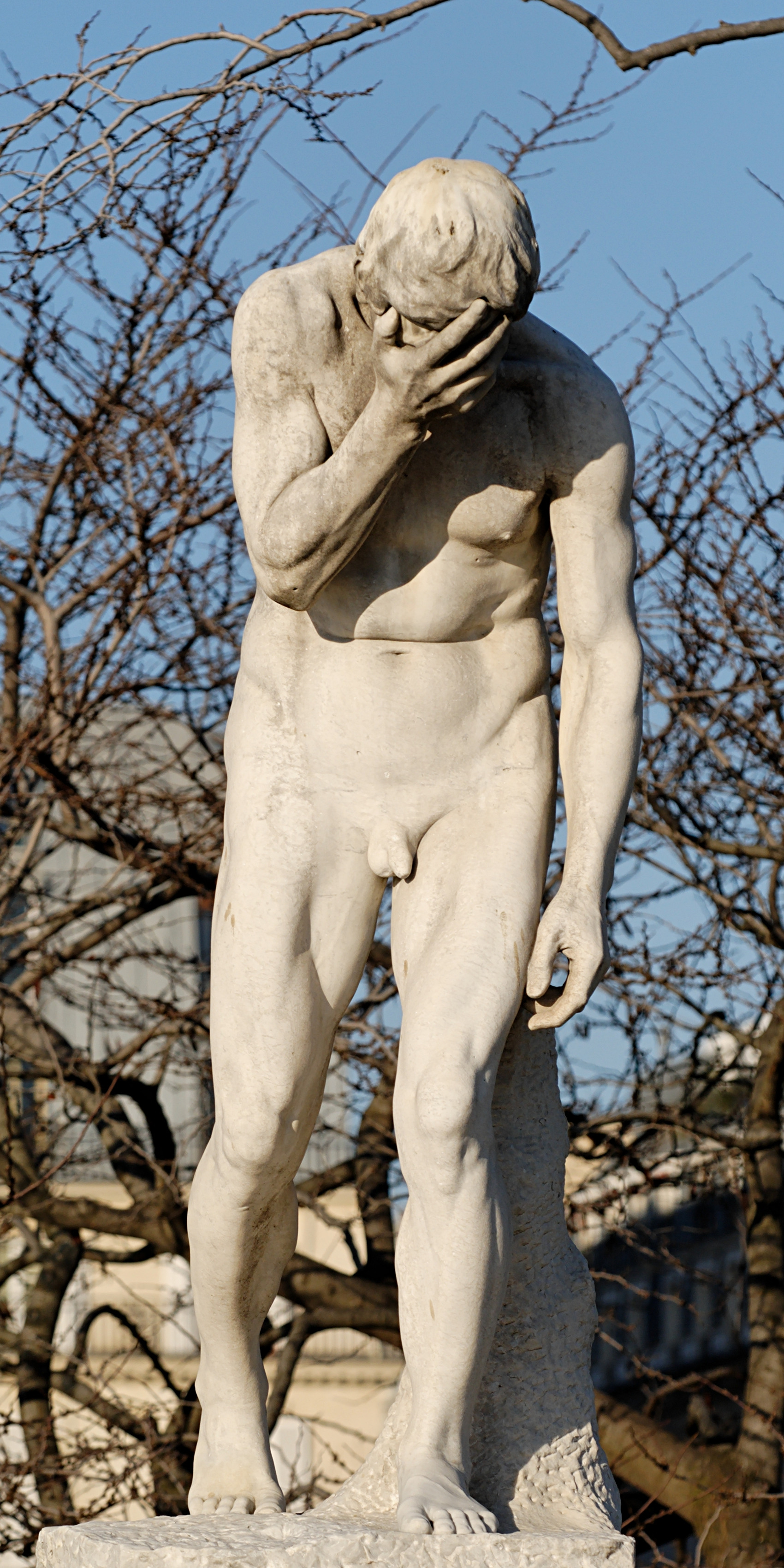
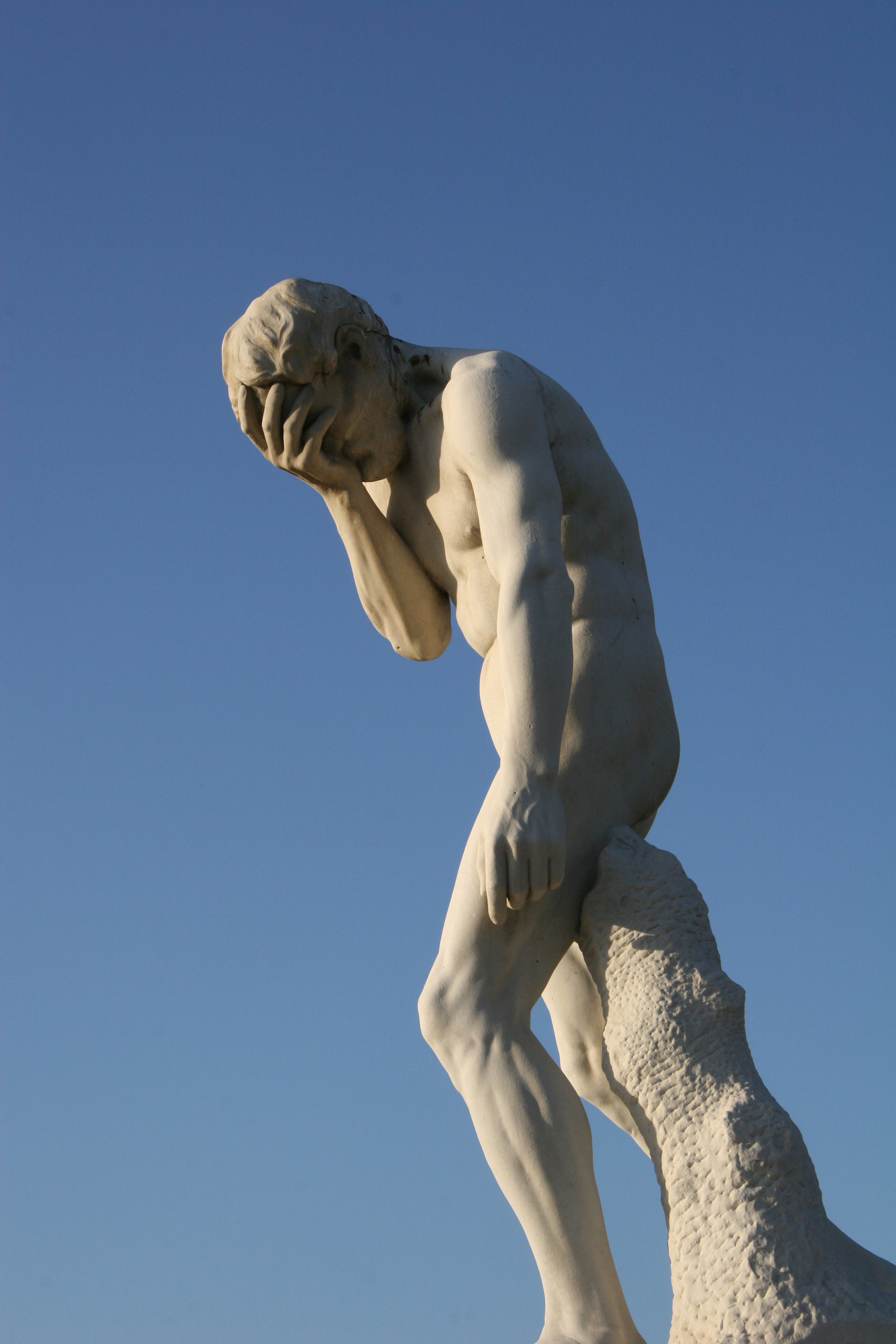
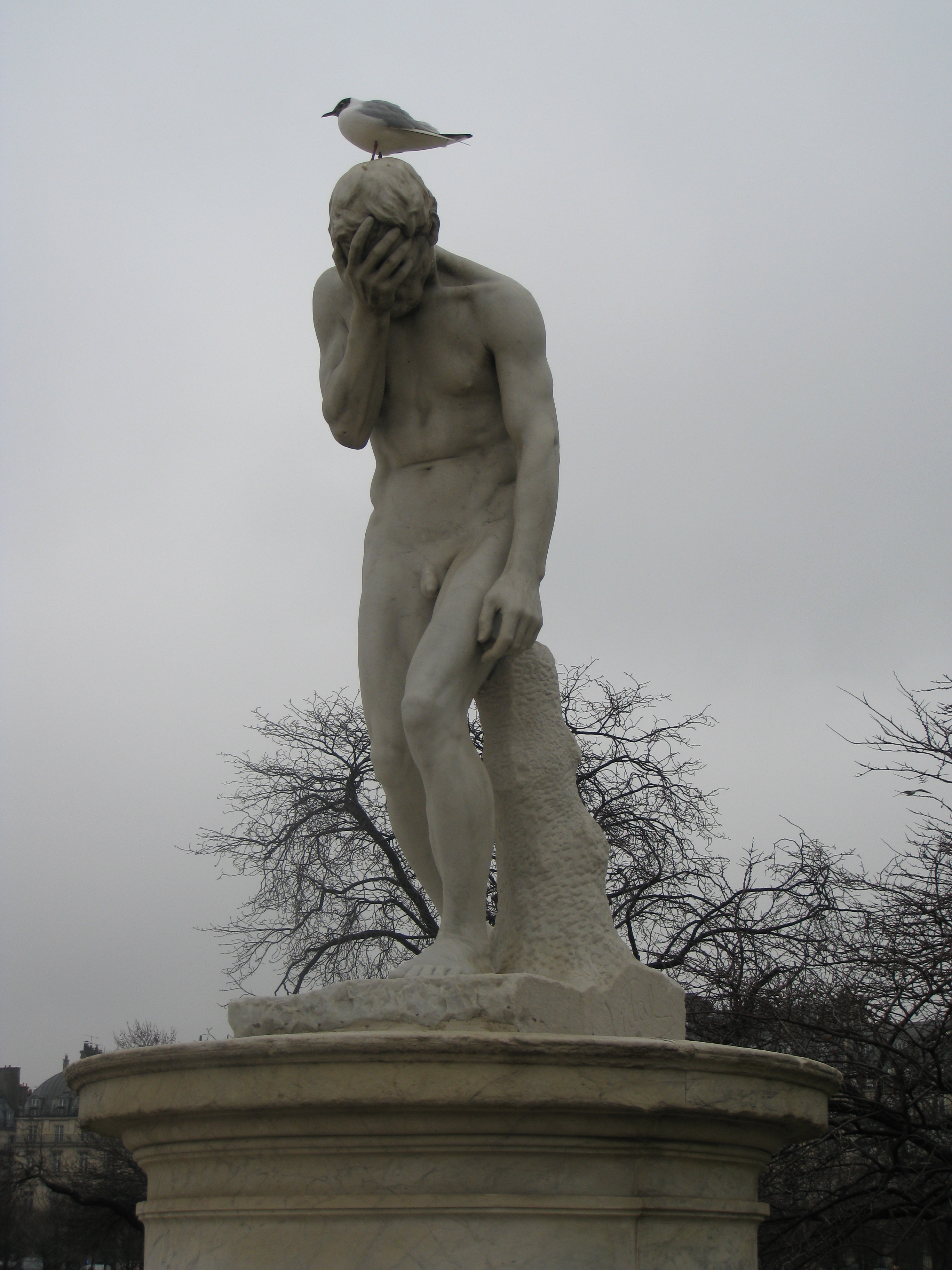